# Coliba unchiului Tom
Coliba unchiului Tom (sau Coliba lui Moș Toma în edițiile mai vechi, în engleză Uncle Tom's Cabin or, Life Among the Lowly) este un roman anti-sclavie scris de autoarea americană Harriet Beecher Stowe. Publicat în 1852, romanul a avut un profund efect asupra atitudinilor față de afroamericani și față de sclavie în SUA, intensificând și conflictele sociale care au condus la declanșarea războiului civil american.
Stowe, o predicatoare de la Hartford Female Academy, născută în Connecticut și activistă aboliționistă, a concentrat romanul pe personajul Unchiul Tom, un sclav negru în jurul căruia se dezvoltă poveștile celorlalte personaje — sclavi și stăpâni de sclavi. Romanul sentimental descrie realitatea sclaviei, enunțând punctul de vedere că iubirea creștinească poate depăși ceva atât de distructiv ca înrobirea oamenilor.
Coliba unchiului Tom a fost cel mai bine vândut roman al secolului al XIX-lea, și a doua cea mai bine vândută carte a secolului, după Biblie. Se numără printre Marile Romane Americane. Cartea a ajutat la alimentarea cauzei aboliționiste în anii 1850. În primul an după publicare, s-au vândut 300.000 de copii doar în Statele Unite. Impactul său a fost atât de mare încât atunci când Abraham Lincoln s-a întâlnit cu Stowe la începutul războiului civil, Lincoln ar fi declarat, „Deci aceasta este mica doamnă care a pornit acest mare război.”
Cartea, și piesele de teatru pe care le-a inspirat, a ajutat la crearea mai multor stereotipuri despre negri, dintre care multe mai dăinuie și astăzi. Printre acestea se numără cel al mamei negre iubitoare („mammy”); stereotipul „pickaninny” pentru copiii negri; și unchiul Tom, servitorul conștiincios, stoic, credincios stăpânilor săi albi. Spre sfârșitul secolului al XX-lea, asocierile negative cu Coliba unchiului Tom au umbrit într-o oarecare măsură impactul istoric al cărții ca „unealtă vitală anti-sclavie”.
După ce a fost acuzată de adversarii ei că deformează realitatea în acest roman, Harriet Beecher Stowe publică în 1853 Cheia Colibei unchiului Tom (A Key to Uncle Tom's Cabin), volum documentar folosit de ea la scrierea romanului.

## În limba română
La un an după apariția romanului, în 1853 apare prima versiune românească a romanului, versiune tradusă de Theodor Codrescu.
În 1913 C. D. Moldoveanu publică o nouă traducere, iar Iosif Nădejde publică o versiune pentru tineret a romanului.
La Editura pentru Literatură, în 1967, în cadrul colecției Biblioteca pentru toți nr. 374 - 375, este publicată o nouă versiune sub traducerea lui Mihnea Gheorghiu.